# The Marine
The Marine és una saga que de moment té 6 pel·lícules. Totes les pel·lícules han  estat produïdes per WWE Studios i han estat protagonitzades per lluitadors de la WWE. La primera la va protagonitzar John Cena, la segona Ted Di Biase i les tres següents The Miz. El context de totes les pel·lícules és la guerra entre el marines dels Estats Units amb algun enemic.